# ایلیچ-اویا
ایلیچ-اویا (به انگلیسی: Illich-Avia) یک شرکت هواپیمایی است که در ۲۰۰۲ میلادی تأسیس شده‌است. دفتر مرکزی ایلیچ-اویا در ماریوپول، اوکراین واقع شده‌است و قطب این شرکت هواپیمایی در فرودگاه بین‌المللی ماریوپل قرار دارد و به ۷ مقصد، پرواز انجام می‌دهد.